# 福岡青年師範学校
| 福岡青年師範学校 （福岡青師） | 福岡青年師範学校 （福岡青師）     |
| ----------------------------- | --------------------------------- |
| 創立                          | 1944年                            |
| 所在地                        | 福岡県高良内村 （現・久留米市）   |
| 初代校長                      |                                   |
| 廃止                          | 1951年                            |
| 後身校                        | 福岡学芸大学 （現・福岡教育大学） |
| 同窓会                        |                                   |

福岡青年師範学校 （ふくおかせいねんしはんがっこう） は、1944年 （昭和19年） に設立された青年師範学校である。

## 概要
- 1921年 （大正10年） 設立の福岡県立実業補習学校教員養成所を起源とする。
- 1944年、福岡県立青年学校教員養成所 （1935年設立） が国に移管されて福岡青年師範学校となった。
- 第二次世界大戦後の学制改革により、新制福岡学芸大学 （現・福岡教育大学） の母体の一つとなった。

## 沿革
- 1921年（大正10年）4月： 福岡県立実業補習学校教員養成所開設 （1年制）。
  - 筑紫郡那珂村 （現・福岡市博多区竹下） にあった福岡農学校 （現・福岡農業高等学校） に併設。
- 1925年（大正14年）3月[1]： 2年制となり、福岡県実業補習学校教員養成所と改称。
- 1935年（昭和10年）4月： 福岡県立青年学校教員養成所と改称。
  - 曰佐村の曰佐青年学校を代用附属とする。
- 1940年（昭和15年）： 女子部を設置[2]。
- 1942年（昭和17年）[3]： 八女郡羽犬塚村 （現・筑後市） の新校舎に移転。
- 1944年（昭和19年）4月1日： 官立移管され福岡青年師範学校となる （本科3年制）。
- 1947年（昭和22年）8月[4]： 三井郡高良内村 （現・久留米市） の旧陸軍戦車隊跡に移転決定。
- 1949年（昭和24年）5月31日： 新制福岡学芸大学発足。
  - 福岡青年師範学校は福岡第一師範学校・福岡第二師範学校と共に母体として包括された。
  - 旧青年師範校地には久留米分校分教場が設置された。
- 1950年（昭和25年）6月： 久留米分校 （旧・第一師範女子部） に統合され、分教場廃止。
- 1951年（昭和26年）3月： 福岡学芸大学福岡青年師範学校 （旧制）が廃止。

## 歴代校長
- 高築勇：不詳 - 1945年11月24日[5]
- 山本栄喜：1945年11月24日[5] -
- （事務取扱）河崎勇助：不詳 - 1947年2月6日[6]
- 籠田又平：1947年2月6日[6] -

## 校地の変遷と継承
前身の福岡県立青年学校教員養成所から引き継いだ、八女郡羽犬塚村 （現・筑後市） の校地で発足した。第二次世界大戦後、三井郡高良内村 （現・久留米市） の旧陸軍戦車隊跡に移転した。後身の新制福岡学芸大学発足時、青年師範校地は久留米分校分教場となったが、1950年（昭和25年）6月、久留米市西町 （現・南町1丁目） の久留米分校 （旧・福岡第一師範学校女子部） に統合され、分教場は廃止された。
羽犬塚の旧校地は筑後市立羽犬塚中学校の校地となっている。

## 関連書籍
- 平田宗史（著）・福岡教育大学後援会運営委員会（編）　『「師魂」の継承 : 福岡教育大学の過去・現在・将来』　梓書院、2006年8月。ISBN 487035277X
- 福岡県教育百年史編さん委員会（編）　『福岡県教育百年史 : 第6巻 通史編 (2)』　福岡県教育委員会、1981年3月。